# Nolana villosa
Nolana villosa es una de las 49 especies pertenecientes al género Nolana presentes en Chile, de la familia de las solanáceas (Solanaceae). Esta especie en particular es endémica con una distribución entre la Región de Antofagasta y la Región de Atacama en Chile.

## Nombres vernáculos
Esta especie es conocida simplemente como 'suspiro', al igual que otras especies. 

## Importancia
Esta es especie conocida como 'suspiro' constituye una de las flores emblemáticas que aparecen durante la floración del fenómeno denominado Desierto florido. 
Esta especie endémica ha sido descrita en el borde costero de Antofagasta y en Caldera en la Región de Atacama.
Es considerada una planta con valor ornamental.

## Amenazas
Una de las principales amenazas de esta especie la constituyen factores antrópicos como la urbanización y ocupación del borde costero, por acción antrópica por el turismo y colecta de flores. Otra amenaza la constituye el pastoreo de ganado caprino y mular en el área.